# Vanessa Crone
Vanessa Crone (Aurora, 29 ottobre 1990) è un'ex danzatrice su ghiaccio canadese. Insieme a Paul Poirier ha vinto la medaglia di bronzo alla Finale del Grand Prix nel 2010 e al Campionato dei Quattro continenti nel 2011. Nel 2008 la coppia aveva vinto la medaglia d'argento al Campionato mondiale juniores. Hanno vinto il campionato canadese nella categoria senior (2011), junior (2007) e novice (2005).

## Palmarès
| Internazionali                    | Internazionali | Internazionali | Internazionali | Internazionali | Internazionali | Internazionali |
| Evento                            | 2005–06        | 2006–07        | 2007–08        | 2008–09        | 2009–10        | 2010–11        |
| --------------------------------- | -------------- | -------------- | -------------- | -------------- | -------------- | -------------- |
| Giochi olimpici invernali         |                |                |                |                | 14°            |                |
| Campionati mondiali               |                |                |                | 12°            | 7°             | 10°            |
| Campionati dei Quattro continenti |                |                |                | 4°             |                | 3°             |
| GP Final                          |                |                |                |                | 6°             | 3°             |
| GP Trophée Eric Bompard           |                |                |                | 4°             |                |                |
| GP NHK Trophy                     |                |                |                |                | 3°             |                |
| GP Rostelecom Cup                 |                |                |                |                | 4°             |                |
| GP Skate America                  |                |                |                |                |                | 2°             |
| GP Skate Canada                   |                |                |                | 2°             |                | 1°             |
| Internazionali: Junior            |                |                |                |                |                |                |
| Campionati mondiali               |                | 9°             | 2°             |                |                |                |
| JGP Final                         |                |                | 4°             |                |                |                |
| JGP Andorra                       | 7°             |                |                |                |                |                |
| JGP Croazia                       |                |                | 1°             |                |                |                |
| JGP Norvegia                      |                | 3°             |                |                |                |                |
| JGP Romania                       |                |                | 1°             |                |                |                |
| JGP Taiwan                        |                | 5°             |                |                |                |                |
| Nazionali                         |                |                |                |                |                |                |
| Campionati canadesi               | 6° J           | 1° J           | 4°             | 2°             | 2°             | 1°             |
| J = Junior                        |                |                |                |                |                |                |